# Aandens Stadier
Aandens Stadier er et essay, eller essaysamling, i bogform af Johannes V. Jensen, først udgivet i den 22. november 1928.
Teksten indeholder især etnografiske og antropologiske betragtninger.
Johannes V. Jensen havde fra december 1925 til april 1926 været på rejse til Mellemøsten, gennem Berlin, Hamborg, Port Said, Cairo, Helwan, Luxor, Karnak, Palæstina og Jerusalem.
Under skibsrejsen til Port Said studerende han rejseruter: "Nilen op til dens Kilder, Ækvatoriallandene, Congo, Pygmæerne, Kalahari og Buskmændene, Sydafrika, tilbage over Landene om Niger og Senegal, Sahara, Tuaregerne, Marokko — med videre!" med sigtet at få etnografiske førstehåndsindtryk.
Han kom dog ikke længere i Afrika end til El Qurn.
Fra skibsrejsen stammer også sangen En Sømand har sin Enegang.
Aandens Stadier kan ses i forlængelse af Johannes V. Jensen bog fra året før, Dyrenes Forvandling, en populærvidenskabelig fremstillingen af udviklingshistorien.
I denne tidligere bog blev Aandens Stadier annonceret til at være "Under Forberedelse".
Mellem de to bøger havde han udgivet mytesamlingen Ved Livets Bred den 22. februar 1928.
Introduktionen, kapitlet Historiens Bjerg, tager udgangspunkt oplevelser omkring bjerget El Qurn ved Luxor.
I introduktionens afslutning hedder det:
| „ | Kunde man nogetsteds staa Historiens Rødder nærmere end her paa El-Qorn? Med Udsigtspunkt derfra skal det da forsøges at gaa Menneskehedens Oprindelse og Stadier igennem. | “ |

Bogen er noget påvirket af datidens palæontologi, specielt bogen On the Trail of Ancient Man fra 1926 skrevet af Roy Chapman Andrews og med forord af Henry Fairfield Osborne,
der havde foretaget en ekspedition til Centralasien.
Ekspeditionen havde fundet dinosauræg, Baluchitherium og Protoceratops.
Jensens kapitel "Menneskets Urhjem" har længere citater fra bogen.
I Jensens gengivelse skrev Osbourn at menneskets "Stamfædre ikke har levet i et Land med sammenhængende Skov, men i et tildels aabent Landskab" og mente at området hvor man ville finde menneskets oprejste stamform ville være Asien.
I kapitlet "Den menneskelige Familje" tager Jensen Osbournes spekulation for gode varer og agiterer for at mennesket har herkomst i det nordligere Asien og spredt sig derfra i en sydlig retning.
Raymond Dart havde ellers allerede i februar 1925 udgivet sin beskrivelse af Taungbarnet, et Australopithecus africanus-fossil fra Sydafrika.

## Udgaver og anmeldelser
Første udgave blev udgivet af Gyldendal i et oplag på 3000 eksemplarer.
En tysk oversættelse udkom på Fischers forlag i 1930 med titlen Die Stadien des Geistes : zur Bestimmung des Gradus.
I 2016 udgav Gyldendal en ebogsudgave.
Bogen fra 1928 er digitaliseret og gjort tilgængelig fra Johannes V. Jensen Forums hjemmeside.
I en anmeldelse af Aandens Stadier i Poul Henningsens kortlivede tidsskrift Kritisk Revy hed det:
| „ | Der er i denne Bog sider, der giver en enestaaende direkte og indlysende Fornemmelse af Udviklingen, den former sig plastisk for ens øjne, bliver til at tage og føle paa. Pragtfulde varme, lyriske Skildringer lyser op som Solvifter, og fantastiske Indfald tindrer op i dem som svirrende Insekter. De almindelige, i Tyskland saa talrige, Populærfremstillinger af Arternes Oprindelse bliver kedelige som en Søndagsskole sammenlignet med denne Livsvarme og Anskuekraft. | “ |

Den kommunistisk vægtede anmelder var dog også kritisk og mente at Johannes V. Jensens "socialt-aktuelle Instinkt" var nærsynet og at George Bernard Shaw var inde på en rigtigere vej.
En senere tids anmelder har kaldt Aandens Stadier for "det sene, populærvidenskabelige makværk".
Jesper Vaczy Kragh sætter essaysamlingen ind i 1920'ernes kulturkamp, hvor Helge Rode fremførte en religiøs betonet livsanskuelse, mens Johannes V. Jensen den biologiske livsanskuelse, ikke blot i Aandens Stadier, mens også i andre af sine bøger fra 1920'erne: Æstetik og Udvikling, Evolution og Moral og Dyrenes Forvandling.